# パトリシア・ニール

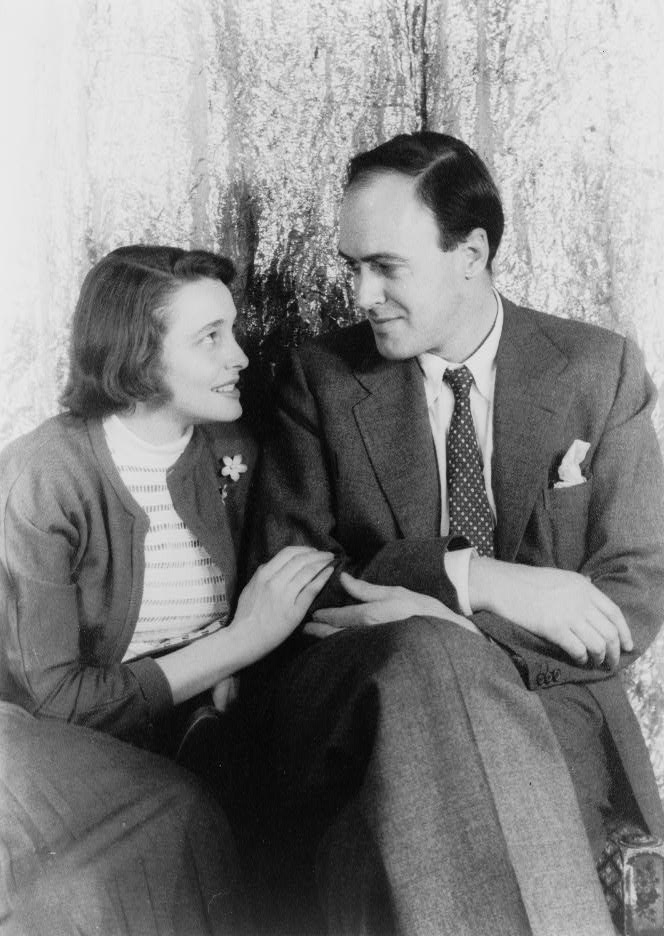
パトリシア・ニールとロアルド・ダール（1954年）photo: Carl Van Vechten

パトリシア・ニール（Patricia Neal、本名：Patsy Louise Neal、1926年1月20日 - 2010年8月8日）は、アメリカ合衆国の女優。

## 来歴
ケンタッキー州で生まれ、テネシー州ノックスビルで育つ。ノックスビル高校卒業。
ノースウェスタン大学でスピーチと演技を学んだ後にブロードウェイの舞台で活躍する。1947年には"Another Part of the Forest"でトニー賞を受賞した。その翌年に映画デビュー。
1949年の『摩天楼』でゲイリー・クーパーと共演する。2人は2年前から不倫の関係にあり、それが明るみに出て大きなスキャンダルに巻き込まれた。ニールは妊娠したものの、クーパーの妻はカトリック教徒であるため離婚に応じず、子供を中絶せざるをえなかった。結婚後にスキャンダルらしいものがなかったクーパーには家庭的な良い夫のイメージができあがっていたため「クーパーを誘惑した年下の女（当時クーパーが46歳、ニールは21歳）」として、ニールはマスコミから袋だたきにあった。2人は結果的に別れ、ニール自身も落ち込み、仕事も干されたという。そんなときに、彼女を駆け出し時代から可愛がってきた劇作家リリアン・ヘルマンの紹介により、作家のロアルド・ダールと出会い、1953年にニューヨークで結婚、その後5人の子をもうけた。
1957年に『群衆の中の一つの顔』でハリウッドに復帰する。ポール・ニューマンと共演した1962年の『ハッド』でアカデミー主演女優賞を受賞した。その際の記者会見では、昔クーパーからプレゼントされたという毛皮のコートを着て現れた。クーパーが亡くなったときにコメントを求められ、「彼は私の愛です。」（He is my love.）と語っており、クーパーとの恋愛を大切にしていることが窺える。
1960年12月、生後4か月の長男テオが交通事故で脳に障害を負う。1962年11月には長女オリヴィア（当時7歳）を麻疹脳炎で亡くす。
1965年、5番目の子ルーシーを妊娠中に脳卒中に見舞われ、一時は歩くことも喋ることもできなくなってしまう。彼女の固い意志と懸命なリハビリのおかげで、無事に出産し回復する。『卒業』（1967年）のミセス・ロビンソン役の申し出があったが、回復間もないこともあって断った。しかし1968年の"The Subject Was Roses"（日本未公開）で再びアカデミー賞にノミネートされた。彼女のリハビリを支えた夫のダールとは、彼の度重なる浮気を理由に、30年の結婚生活を経て1983年に離婚している。2010年、肺癌が原因で死去。
日本では1990年に、彼女の自伝『真実 パトリシア・ニール自伝』が新潮社から刊行されている（現在は絶版）。この自伝の結びには「自分の愛した男性はゲイリー・クーパーただ一人だった」と記されている。
次女で作家のテッサ・ダールの娘で、孫娘にあたるソフィー・ダール（父親は俳優スタンリー・ホロウェイの息子ジュリアン・ホロウェイ）はモデルとなった。

## 主な出演作品
| 公開年 | 邦題 原題                                                            | 役名                                   | 備考                                                       |
| ------ | -------------------------------------------------------------------- | -------------------------------------- | ---------------------------------------------------------- |
| 1948   | 恋の乱戦 John Loves Mary                                             | メアリー                               |                                                            |
| 1949   | 摩天楼 The Fountainhead                                              | ドミニク・フランコン                   |                                                            |
| 1949   | 命ある限り The Hasty Heart                                           | シスター・パーカー                     |                                                            |
| 1950   | 燃えつきた欲望 Bright Leaf                                           | マーガレット・ジェーン・シングルトン   |                                                            |
| 1950   | 破局 The Breaking Point                                              | レオナ・チャールズ                     |                                                            |
| 1950   | 三人の秘密 Three Secrets                                             | フィリス・ホーン                       |                                                            |
| 1951   | 太平洋機動作戦 Operation Pacific                                     | メアリー・スチュアート                 |                                                            |
| 1951   | 草原のウィンチェスター Raton Pass                                    | アン                                   |                                                            |
| 1951   | 地球の静止する日 The Day the Earth Stood Still                       | ヘレン・ベンソン                       |                                                            |
| 1952   | 国務省の密使 Diplomatic Courier                                      | ジョアン・ロス                         |                                                            |
| 1957   | 群衆の中の一つの顔 A Face in the Crowd                               | マーシア・ジェフリーズ                 |                                                            |
| 1961   | ティファニーで朝食を Breakfast at Tiffany's                          | 2E                                     |                                                            |
| 1962   | ハッド Hud                                                           | アルマ・ブラウン                       | アカデミー主演女優賞 受賞 英国アカデミー賞 主演女優賞 受賞 |
| 1965   | 危険な道 In Harm's Way                                               | マギー・ヘインズ大尉                   | 英国アカデミー賞 主演女優賞 受賞                           |
| 1971   | 父の帰る日 The Homecoming: A Christmas Story                         | オリヴィア                             | テレビ映画                                                 |
| 1973   | バクスター! Baxter!                                                  | ロベルタ                               |                                                            |
| 1975   | エリックの青春 Eric                                                  | ロイス                                 | テレビ映画                                                 |
| 1978   | 栄光のホームベース A Love Affair: The Eleanor and Lou Gehrig Story   |                                        | テレビ映画                                                 |
| 1979   | ザ・パッセージ/ピレネー突破口 The Passage                            | バーグソン夫人                         |                                                            |
| 1979   | 西部戦線異状なし All Quiet on the Western Front                      | ポールの母親                           | テレビ映画                                                 |
| 1981   | ゴースト・ストーリー Ghost Story                                     | ステラ                                 |                                                            |
| 1984   | さよならバディ/愛と感動の盲導犬物語 Love Leads the Way: A True Story | フランク夫人                           | テレビ映画                                                 |
| 1990   | キャロラインはだれ? Caroline?                                        | トロロープ夫人                         | テレビ映画                                                 |
| 1993   | アルプスの少女ハイジ Heidi                                           | 祖母                                   | テレビ映画                                                 |
| 1999   | クッキー・フォーチュン Cookie's Fortune                              | ジュエル・メイ・オルカット（クッキー） |                                                            |